# Руска академија медицинских наука
Руска академија медицинских наука (РАМН) била је државна установа и огранак Руске академије наука. Она је као научни центар Русије имала за циљ да  координира фундаментална истраживања у области медицине у Русији.
Настала је 1992. године након распада СССР из Академије медицинских наука СССР,  када је добила статус Државне академије наука Руске Федерације. Након две деценије постојања и рада и октобру 2013. године, у оквиру реформе Руске академије наука, заједно са Руском академијом пољопривредних наука ушла је у састав Руске академије наука. Те године Руска академија медицинских наука је постала Одељење медицинских наука Руске академије наука, а њене институције су постале саставни део поменутог одељења.

## Историја
Руска академија медицинских наука настала је 1992. године из бивше Академије медицинских наука СССР, која је расформирана након распада Совјетског Савеза.
Први председник Руске академије медицинских наука био је епидемиолог В. И. Покровски (1992-2006). У наредним годинама, руководиоци Академије били су онколог М. И. Давидов (2006-2011) и ендокринолог И. И. Дедов (2011-2013).
Фондација Сколково и Руска академија медицинских наука  2011. године су потписале меморандум  о сарадњи, чија је сврха била подстицање иновација у медицини. Сарадња Фондације Сколкова и Руске академије медицинских наука била је усмерена на унапређење конкурентности медицинске и фармацеутске индустрије Руске Федерације.
Током постојања Академије, створен је моћан комплекс клиничких, теоријских и превентивних истраживачких институција, укључујући највеће светске медицинске центре у области онкологије, кардиологије, акушерстве, гинекологије и перинатологије, ендокринологије, хирургије итд. 
Уз учешће Академије, развијен је огроман број савезних и других закона. Теме седница и састанака Президијума  Руске академије медицинских наука дотицале су се свих области медицине и убедљиво су показале блиску повезаност научника са националним задацима и жељу да активно раде на решавање најважнијих питања медицинске науке и здравства у Русији.

## Реорганизација
У складу са чл. 18 Федералног закона Руске федерације од 27. септембра 2013. бр. 253-ФЗ „О Руској академији наука, реорганизацији државних академија наука и изменама и допунама одређених законских аката Руске Федерације“ (ступио на снагу 30. септембра 2013. године).) Руска академија медицинских наука је ушла у састав Руске академије наука (РАН).  У складу са ставовима 2 и 3 овог члана, од дана његовог ступања на снагу, лица која су имала звање редовног члана Руске академије медицинских наука постала су академици Руске академије наука. У складу са овим Законом додељивање звања дописних чланова Руске академије медицинских наука и статуса дописних чланова Руске академије наука врши се на начин утврђен статутом Руске академије наука. У складу са ставом 8. овог члана, председник РАМН вршио је овлашћења потпредседника РАН три године од дана одржавања прве скупштине чланова реорганизоване РАН.
Некада Академија, а сада Одељење медицинских наука Руске академије наука, након реорганизације постао је центар угледних научника са сопственим школама, талентованих специјалиста Руске Федерације који се баве најважнијим областима науке: генетиком, акушерством и гинекологијом, кардиологијом. и кардиохирургија, ендокринологија, трансплантација органа и ткива, онкологија, педијатрија, биотехнологија, фармакологија, фармација, као и превентивним областима медицине и здравства. Под научним - Методолошким вођењењем Одељењем медицинских наука Руске академије наука тренутно је обухваћено 40 истраживачких институција.
Одељење медицинских наука РАН у свом саставу тренутно има 440 чланова, од којих су 197 академици Руске академије наука, а 243 дописни  чланови Руске академије наука.